# Burren Way

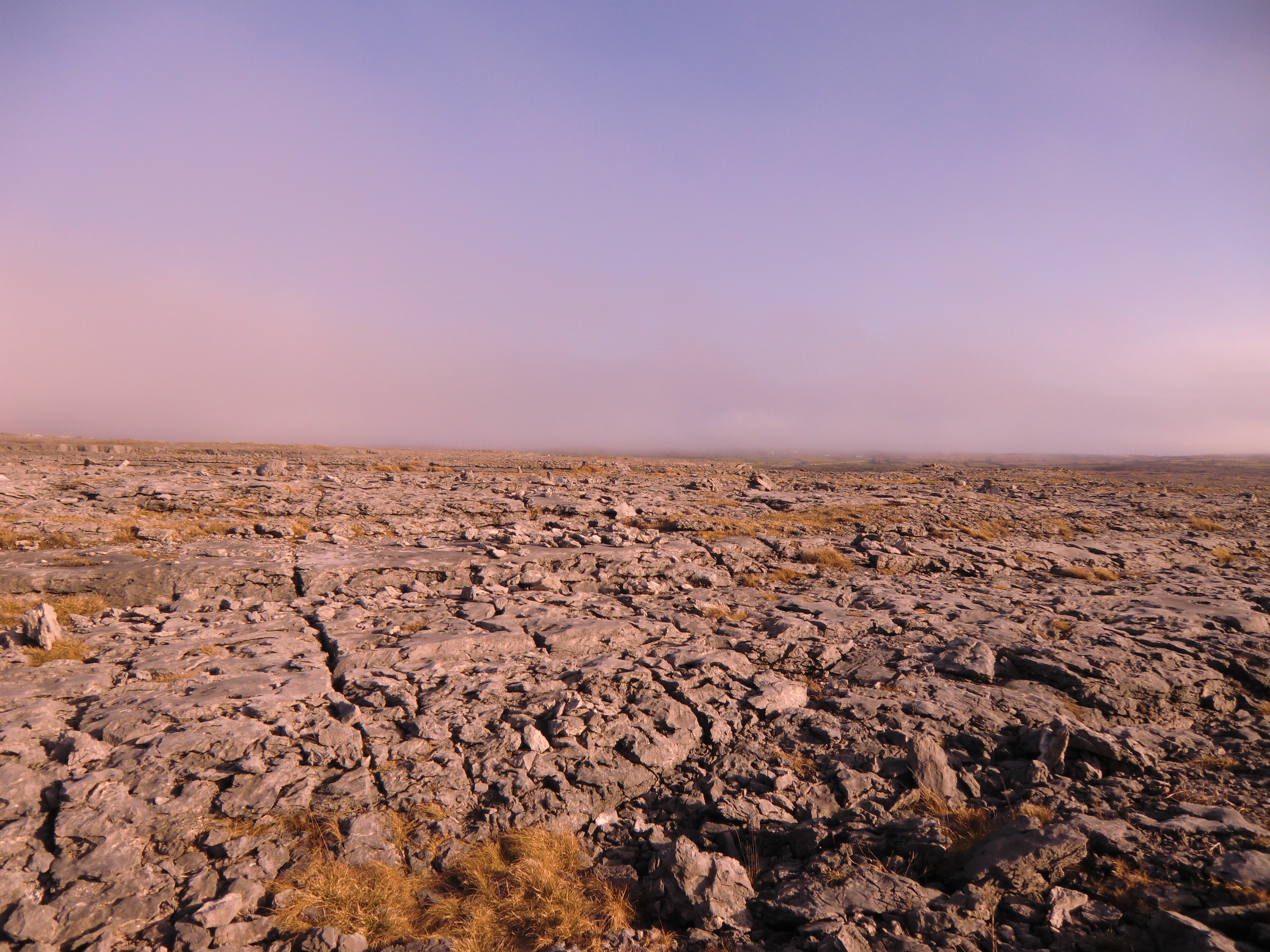
Zicht op de Burren

De Burren Way (Iers: Slí Bhoirne)) is een langeafstandswandelpad in Ierland. Het pad werd door het National Trails Office van de Ierse sportbond erkend als National Waymarked Trail en wordt beheerd door het Burren Way Committee. 
Het wandelpad is ongeveer 123 kilometer lang en loopt van Lahinch tot Corofin, in het graafschap Clare.

## Beschrijving
Het pad begint bij het strand van Lahinch en volgt kleine wegen tot de Kliffen van Moher voordat het verder gaat over de wegen naar het dorp Doolin. De route gaat verder over de weg naar Lisdoonvarna. Ten noorden van Lisdoonvarna sluit het wandelpad aan op een landelijke weg (een zogenaamde boreen) tussen de townlands Ballinalacken en Formoyle en steekt het plateau boven de Cahervallei onder de berg Slieve Elva over. Dit gedeelte passeert een aantal plaatsen van historisch belang, waaronder Ballinalacken Castle, verschillende verwoeste stenen forten en Newtown Castle. Het pad komt aan bij de weg richting Ballyvaughan. Vanuit Ballyvaughan volgt de route meestal bestaande wegen doorheen de Burren richting Corofin, via Carran en Killinaboy.
De Burren Way volgde oorspronkelijk een pad boven de kliffen van Moher vanaf Hag's Head. Veel wandelaars beginnen de route vanuit Ballyvaughan om de boreen te bewandelen die de route volgt in de noordelijke secties en vermijden de zuidelijke secties helemaal. Een overzicht van de National Waymarked Trails in 2010 vond een laag gebruik van de wandelroute door meerdaagse wandelaars maar een hoog gebruik door dagwandelaars op bepaalde secties.